# CULTiRiS Galéria

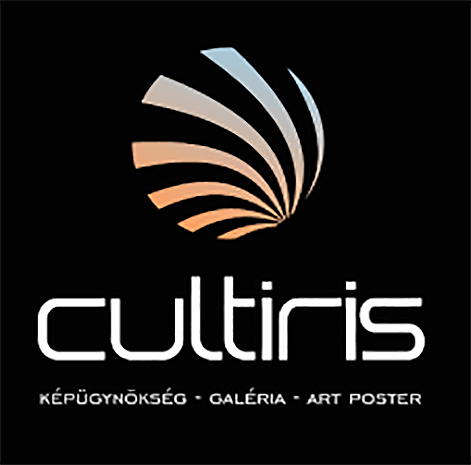
A CULTiRiS Galéria logója

A CULTiRiS Galéria kortárs művészeti galéria, amely a Kossuth Kiadói Csoport kezdeményezésére alakult, és az Örkény István Könyvesbolt (1137 Budapest, Szent István krt. 26.) emeleti helyiségében közel egy évtizeden át aktívan működött. 

## Története
Sokszínűségével, eredeti látásmódjával gyakran került Budapest kulturális érdeklődésének középpontjába. A kreatív alkotók által ténylegesen létezni tudó galéria, fokozatosan szellemi bázissá fejlődött. Fénykora 2012 és 2018 közé tehető, amikor Kasza Gábor, Képessy Bence és Pekó Zsolt művészeti vezetésével az önmagukban is jelentős tárlatok, valóságos közösségformáló gyülekezőhellyé emelték a fővárosi könyvesbolt nagykörúti világát. A kurátorok tevékenységét fémjelezte, hogy az általuk rendezett kulturális rendezvényeket általában jelentős művelődéstörténeti személyek nyitották meg. Többek között Bereczky Loránd, Keleti Éva, Parti Nagy Lajos, Radnóti Sándor, Ungvári Tamás.
2019-re a fenntartó cég kapcsolati tőkéje átalakult, és a galériát érintő kedvezőtlen pénzügyi döntések ellehetetlenítették a megmaradást. Mindezen gondokat csak tetézte a 2020-ban Magyarországra is elérkező Covid19-pandémia. Ezért a – kilátástalan sorsú – galéria „bizonytalan időre” bezárta kapuját.

## Fontosabb kiállítások
2010: Eifert László: Képversek, versképek. Újrahasznosítva
2011: Kokas Ignác: Ismeretlen lelet; Kozák Lajos: A 30-as évek modern fotográfiái nagyméretű reprinteken (életmű válogatás); Gombos Lajos: Polaroidok: 665 & 55
2012: Örkény 100: Exkluzív fotókiállítás Örkény Istvánról a Cultiris Galériában
2013: Fehér László: Pasztellek; Pápai Gábor: Beszélő fejek; Borsos Miklós: Horizont; Macskássy Izolda: Összetartozás; Móricz Simon: Sárvidék; Pekó Zsolt: Nagyvonal(akt)ban
2014: Inkey Alice: Színészlegendák képkeretben; Gross Arnold: Varázslat; Vajda Béla: Pátosz nélkül – ősbemutató; Arató András: Kettes látás; Balla Demeter: A fotóriporter; Szalay Zoltán: Visszanéző; Stiller Ákos: Jó-szerencsét Tér; Vajda János: Ablakok – Kétoldali tükrök; Győrfi András: ARTSIDER
2015: Fábián Évi: Nők Magyarországon 2.; Kádár Katalin: Könnyek; Mandur László: Faltól falig; Sajdik Ferenc: Borúra derűs irodalom; Hajdú D. András: Szemük fénye; Egyed László: Aktok színes ceruzával Fekete Péternél; Bodrogi Éva – Veit Judit: Képmás
2016: Gadó Klára: Közelítések; Mandur László: Út a világ végéhez; Rédei Ferenc: Kétszáz ötvenedre kettő-nyolc; Engel Tevan István: Elfelejtett könyvek emléke; London Katalin: Az idő; Móricz Sabján Simon: Moszkva tér; Tettamanti Béla: A kör négyszögesítése
2017: EM Soós György – Wei Xiang: DOUBLE FANTASY II.; 1956, avagy ismeretlen képek az ötvenes évekből; Papp Elek: Létek; Kocsis András Sándor: Színek és formák – Irodalmi arcképcsarnok; Szigeti Tamás: DA CAPO – Második Tétel
2018: drMáriás: Magyarország a magyarság legvilághírűbben és legkorszerűbben ősmagyar hungarikuma!